# San Francisco State University

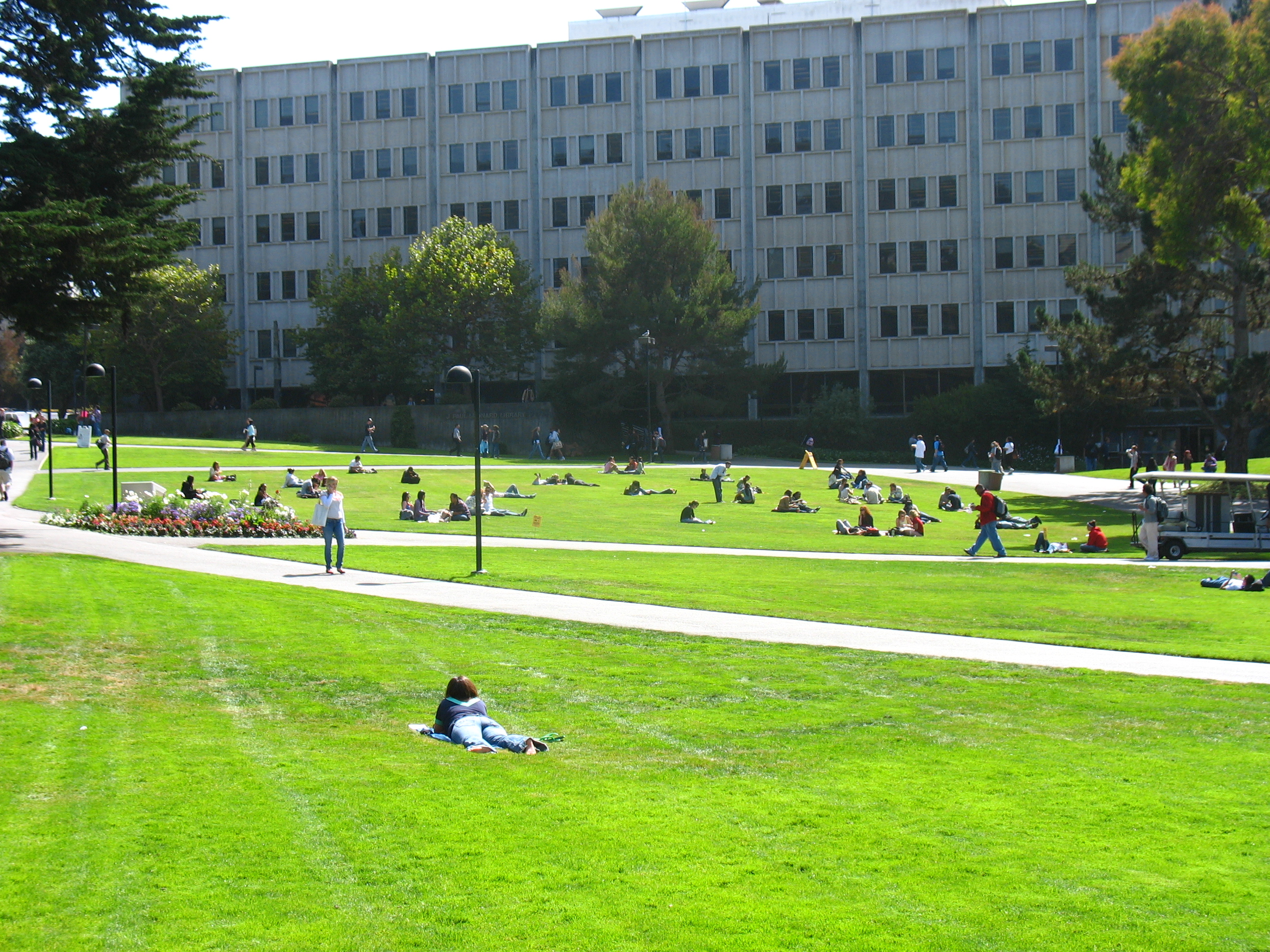
Campus van SF State

De San Francisco State University (SFSU), kortweg San Francisco State of SF State genoemd, is een Amerikaanse openbare universiteit in de Californische stad San Francisco. San Francisco State maakt deel uit van het California State University-systeem dat 23 campussen heeft in de staat. Het is de vierde oudste universiteit in het systeem en een van de oudste openbare universiteiten in de staat.

## Onderwijs
San Francisco State biedt onderwijsprogramma's aan in meer dan 100 vakgebieden. De universiteit staat consequent hoog genoteerd in academische rankings van universiteiten in het westen van de Verenigde Staten.
Andere belangrijke instellingen voor hoger onderwijs in San Francisco zijn de particuliere Universiteit van San Francisco en de openbare Universiteit van Californië - San Francisco. Prestigieuze universiteiten zoals Berkeley en Stanford liggen in de onmiddellijke omgeving van de stad.

### Colleges
De universiteit is georganiseerd in verschillende colleges:
- College of Arts and Humanities
- College of Business
- College of Education
- College of Ethnic Studies
- College of Extended Learning
- College of Health and Human Services
- College of Science and Engineering

## Alumni
Enkele bekende alumni van San Francisco State zijn:
- Tory Belleci, film- en modelmaker
- Annette Bening, actrice
- Alex Borstein, actrice, stemactrice, scenarioschrijfster en comédienne
- Kari Byron, artieste en televisiepresentatrice
- David Carradine, acteur
- Dana Carvey, komiek en acteur
- Keir Dullea, acteur
- Danny Glover, acteur en activist
- Kirk Hammett, gitarist bij Metallica
- Delroy Lindo, acteur
- Stanley Mazor, computeringenieur
- George Miller, congreslid
- Greg Proops, komiek en acteur
- Anne Rice, schrijfster
- Harry Shum jr., danser en acteur
- Jeffrey Tambor, acteur
- Cal Tjader, jazzmuzikant
- Jose Antonio Vargas, journalist
- B.D. Wong, acteur
- Mohammad Javad Zarif, Iraans diplomaat

## (Oud-)medewerkers
Enkele bekendheden die aan San Francisco State werken of gewerkt hebben zijn:
- bell hooks, schrijfster, professor, feministe en sociaal activiste